# Kanton Eauze
Der Kanton Eauze ist ein ehemaliger, bis 2015 bestehender französischer Wahlkreis in der Region Midi-Pyrénées. Er lag im Arrondissement Condom im Département Gers. Hauptort war Eauze.
Der zehn Gemeinden umfassende Kanton war 212,72 km² groß und hatte 6219 Einwohner (Stand: 2012).
| Gemeinde            | Einwohner | Code postal | Code Insee |
| ------------------- | --------- | ----------- | ---------- |
| Bascous             | 153       | 32190       | 32031      |
| Bretagne-d’Armagnac | 345       | 32800       | 32064      |
| Courrensan          | 375       | 32330       | 32110      |
| Dému                | 339       | 32190       | 32115      |
| Eauze               | 3881      | 32800       | 32119      |
| Lannepax            | 569       | 32190       | 32190      |
| Mourède             | 69        | 32190       | 32294      |
| Noulens             | 105       | 32800       | 32299      |
| Ramouzens           | 175       | 32800       | 32338      |
| Séailles            | 64        | 32190       | 32423      |